# Herman III Hoen

Familiewapen Van Hoensbroeck

Herman III Hoen ook bekend als Herman III van Hoensbroeck (ca. 1390-1454) was een zoon van Nicolaas II Hoen (1360-1428) uit het Huis Hoensbroeck en Aleijt Catharina van Maschereel (1363 - 22 april 1428)
Herman werd in opvolging van zijn vader de 3e heer van Hoensbroeck van 1428 tot 1454.
Hij trouwde met Catharina van de Broich vrouwe van Daelhoff (ca. 1392-) zij was een nazaat van de heren van het kasteel Daelhof te Vlijtingen. 
Doordat zijn huwelijk kinderloos bleef ging de heerlijkheid Hoensbroeck over in handen van zijn broer Nicolaas III van Hoensbroeck die daardoor de 4e heer van Hoensbroeck werd.